# Navan
Navan (An Uaimh em irlandês) é uma cidade do condado de Meath na República da Irlanda, com uma área de 13,6 km². Em 2022, contava com uma população de 33.886 habitantes, sendo a densidade populacional de 3.287 hab/km² .

## História e Etimologia
Navan é uma fundação normanda: Hugh de Lacy, que foi concedido o senhorio de Meath em 1172, concedeu o Baronato de Navan a um de seus cavaleiros, Jocelyn de Ângulo, que construiu um forte de onde a cidade se desenvolveu.
Navan é uma das poucas cidades do mundo que tem um nome palíndromo. Variantes de Navan estavam em uso desde os tempos de Norman. Acredita-se que seja uma variante do seu nome irlandês mais comum, An Uaimh.
Em 1922, quando o Estado Livre Irlandês foi fundado, An Uaimh foi adotado como o único nome oficial da cidade. No entanto, não conseguiu ganhar popularidade em inglês, e em 1971 o nome foi revertido para Navan.